# 알무흐타디 빌라

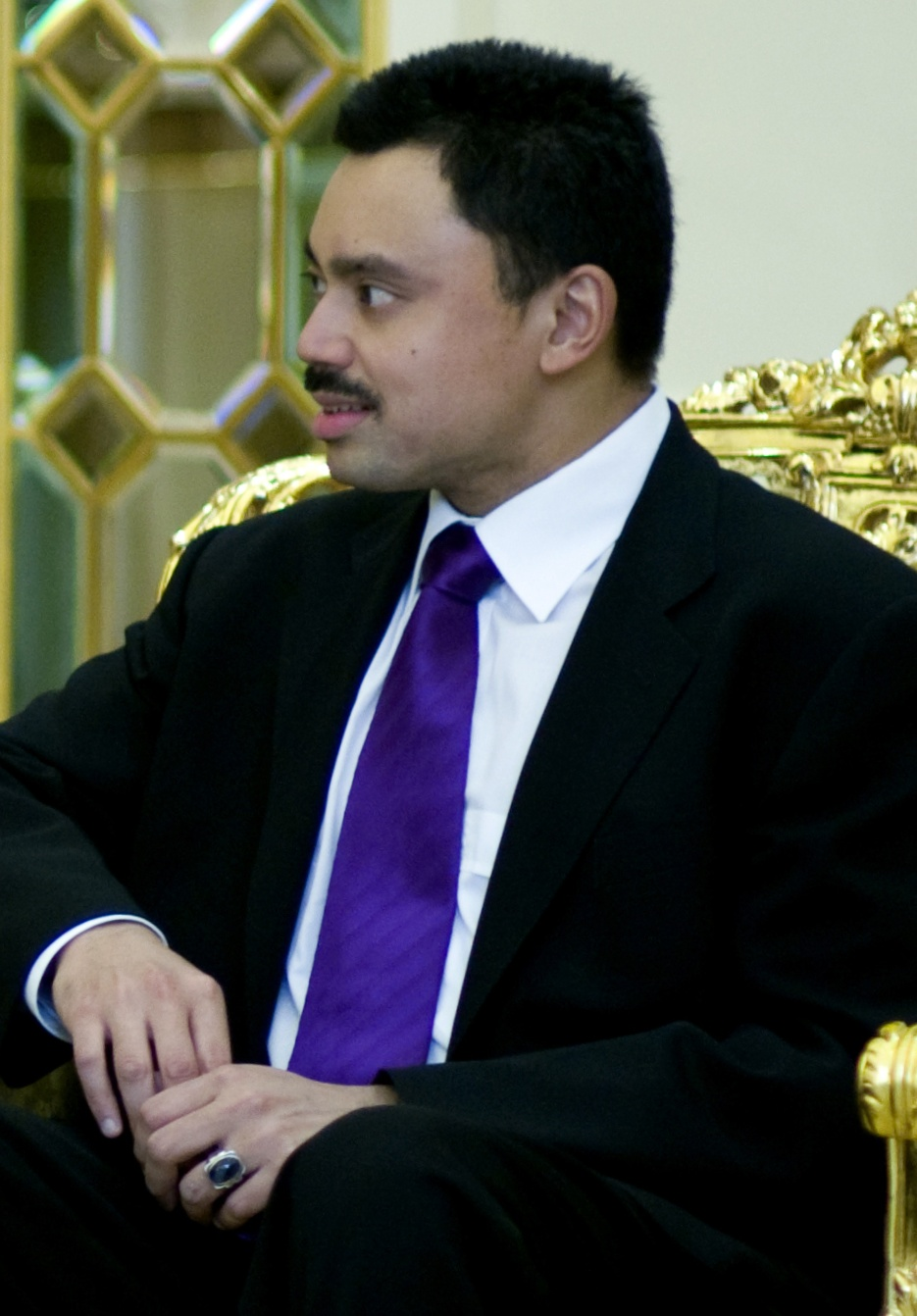
알무흐타디 빌라

알무흐타디 빌라(말레이어: Pengiran Muda Mahkota Al-Muhtadee Billah, 1974년 2월 17일~)는 브루나이의 왕세자이다. 하사날 볼키아 술탄의 아들이며 현재는 브루나이의 술탄위 계승 순위에서 1위에 올라와 있다. 1997년 옥스퍼드 대학교 모들린 칼리지를 졸업했다. 그는 브루나이 국군의 통수권자이며 브루나이 경찰청장, 브루나이 국무총리실 수석 장관이다.